# ボード・ガシュ・エナジー劇場
ボード・ガシュ・エナジー劇場（Bord Gáis Energy Theatre）は、アイルランドのダブリンのドックランズにある舞台芸術の会場。開場当時の名称は、グランド・カナル劇場（Grand Canal Theatre）。

## 開発

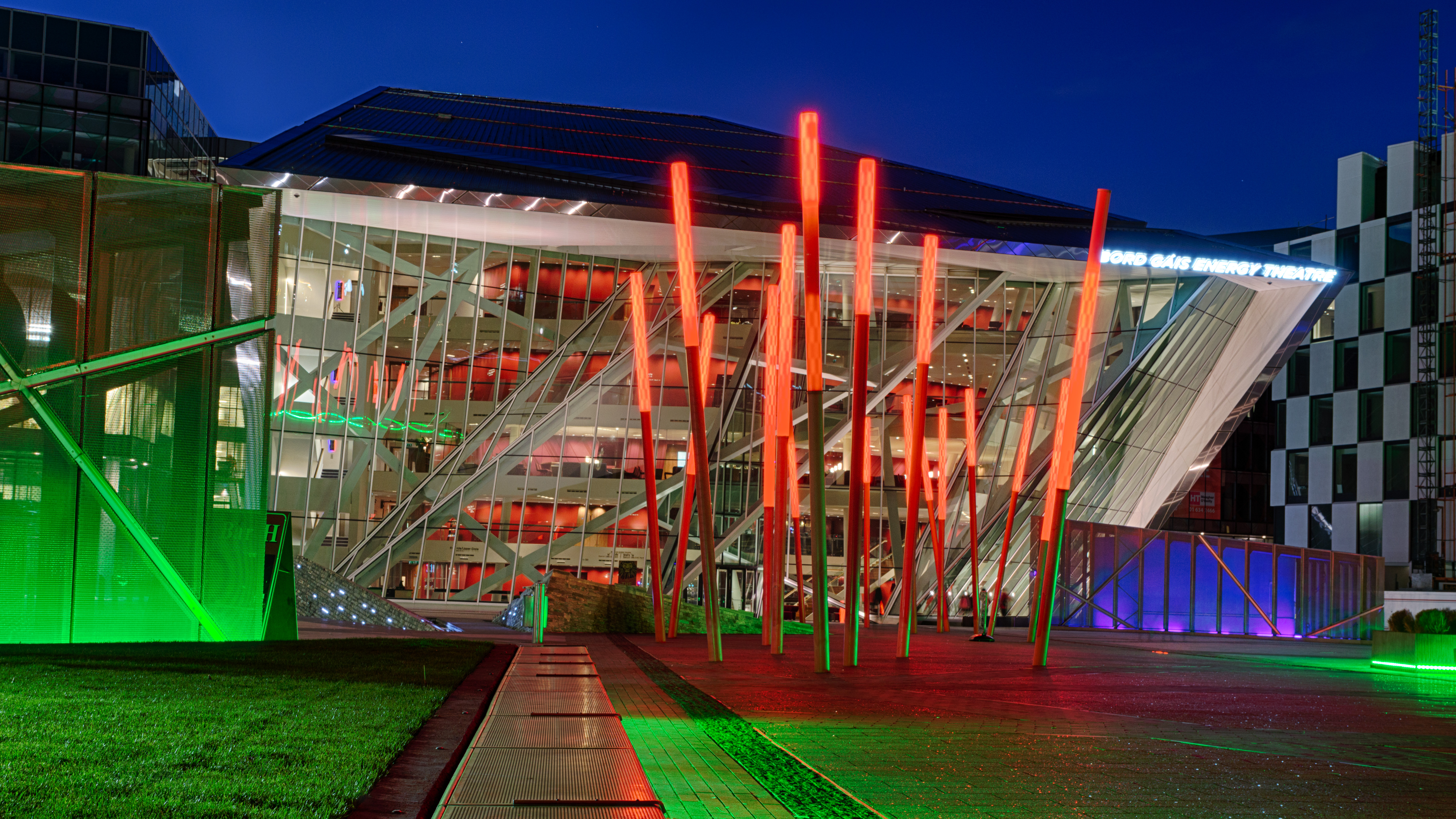
ダニエル・リベスキンドが設計したボード・ガシュ・エナジー劇場の正面（マーサ・シュワルツが設計したグランド・カナル・スクエア広場から撮影）

グランド・カナル劇場、または大運河劇場は、アイルランド最大の固定席劇場であり、ロンドンのウエスト・エンドの主なショーを開催できる唯一の舞台を持っている劇場である。
ダブリン・ドックランズ開発局（DDDA）の仕様に基づき、チャート・ランドのジョー・オライリーによって、0.8エーカーの敷地に8,000万ユーロで建設された。
劇場の建設費は、2006年にジョー・オライリーがDDDAから購入した劇場の両側にある2つの敷地の売却によって賄われた。そのため、オライリーはグランド・カナル劇場と同様に、南側のオフィス・ブロック（グランド・カナル・スクエア2棟、150,000平方フィート）、北側のオフィス・ブロック（グランド・カナル・スクエア4棟と5棟、225,000平方フィート）、222の駐車場（グランド・カナル・スクエア広場の下）を建設した。
ポーランド系アメリカ人の建築家ダニエル・リベスキンドは、2004年にDDDAのために劇場を設計した。また、オライリーの計画を統合させるために、劇場の両側にあるオフィスビル（グランド・カナル・スクエア2棟、4棟、5棟）も設計した。ロンドンのRHWL（劇場専門）とダブリンのマコーリー・デイ・オコンネル（エグゼクティブ建築家）と協力した。2007年1月に着工し、2009年後半に完成した。主な請負業者はジョン・シスク＆サンズで、エンジニアはアラップが担当した。
DDDAによるグランド・カナル・スクエア（グランド・カナル・ドック再生計画）の広範囲にわたる開発には、別のオフィス・ブロック（グランド・カナル・スクエア1棟、12万5,000平方フィート、2007年完成）、5つ星ホテル（マヌエル・アイレス・マテウス設計のマーカー・ホテル、2012年完成）、マーサ・シュワルツ設計の1万平方フィートの中央広場（「レッドカーペット」をテーマに、リーブスキンド劇場と統合したもの、2008年完成）などが含まれていた。

## 所有権

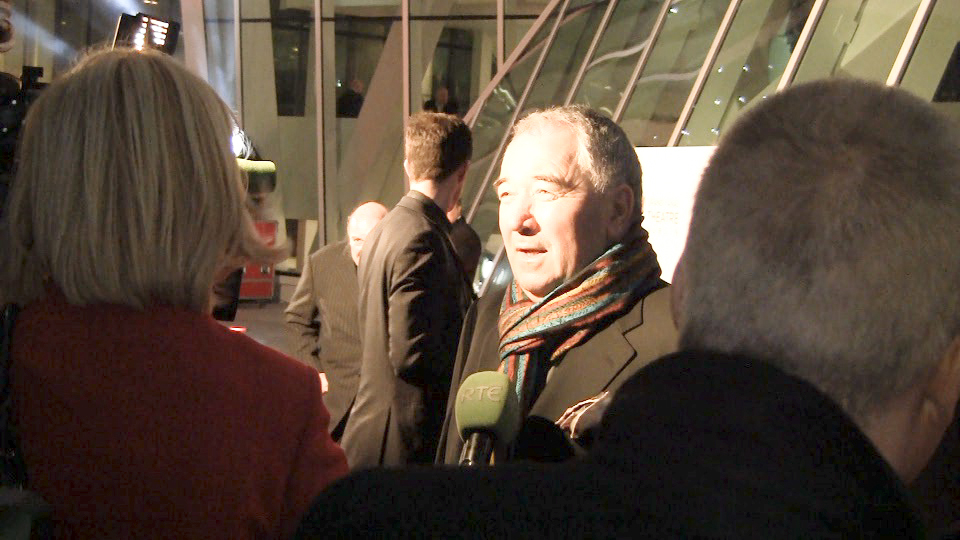
オーナーのハリー・クロスビー（2010年3月18日の劇場オープニングナイトにて）

2007年1月に着工した際、ダブリン・ドックランズ開発局（DDDA）はグランド・カナル劇場を国（芸術・文化省）やアベイ座、あるいはナショナル・コンサート・ホールの新会場として提案したが、いずれも整備費用（約400万ユーロ）や規模に見合うものではなかったと報じられている。
ダブリン・ドックランズを拠点とする実業家ハリー・クロスビー（ポイント・シアター（現3アリーナ）の共同オーナー）が2007年7月にジョー・オライリーから1,000万ユーロで購入した。クロスビーは購入価格に加え、アライド・アイリッシュ銀行から380万ユーロを借り入れた。
その後、クロスビーはグランド・キャナル・シアターの管理契約をライブ・ネイション（3アリーナの共同所有者であり管理者でもある）にリースした。
2010年3月18日、ロシア国立シベリア・バレエ団による「白鳥の湖」の公演でグランド・カナル劇場が正式に開場した。
グランド・カナル劇場は、ガス/電力会社のボード・ガシュ・エナジーとの6.5年間の命名権の一環として、2012年3月7日に正式にボード・ガシュ・エナジー劇場に改称された（年間70万ユーロ）。
2013年4月に国有資産管理庁（NAMA）によって管財手続きに入った。クロスビーのAIB劇場のローンはNAMAに移管されていたが、クロスビーは様々なドックランズ計画（ポイント・ビレッジなど）でNAMAからより大きなローンを借りていた。NAMAの管財人であるグラントソントンによる差押えには勝てなかった。
グラントソントンはNAMAのために劇場を管理していたが、ライブ・ネイションは会場の管理と米国の商業用不動産サービスおよび投資会社のCBREとの販売サポートを続けていた。
2014年9月、グラントソントンに代わり、アイルランドで裕福なホテル夫婦のひとつであるバーニー＆ジョン・ギャラガー（ドイル・ホテル）夫妻に2800万ユーロ（2007年にクロスビーが支払った金額の2倍、CBREが提示した2000万ユーロを40％上回る金額）で売却された。夫婦はそれまで劇場やコンサート会場を所有していなかった。ライブ・ネイションは会場管理者として残る。

## 運用実績

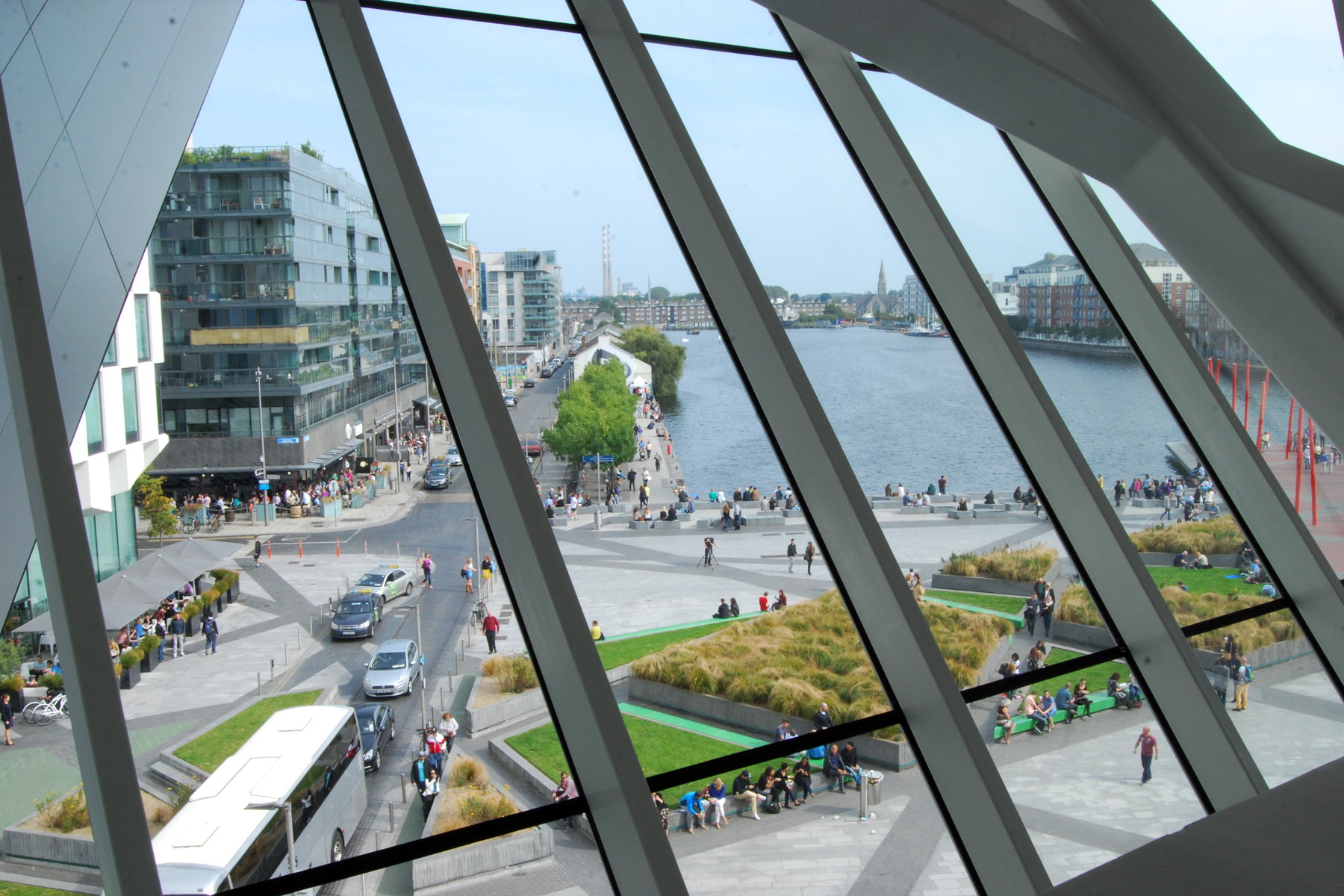
劇場内からの外の眺め

ボード・ガシュ・エナジー劇場は以下のような実績がある。
- 年間50万枚のチケットを販売
- 年間約330のイベント（午後と夜のショーを含む）を開催[5]
- イベントの70％がウェスト・エンドのミュージカル、20％がウェスト・エンド・シアター
- 年間約800万ユーロの収益（チケット、飲食、会場レンタル、命名権）
- EBITDAで約150万ユーロ、税引き前利益で約100万ユーロの収益[36]

## イベント
上記のように、ボード・ガシュ・エナジー劇場は、イベントの約90％がウェスト・エンドのミュージカルや劇場のショーである。
以下のウェスト・エンド・ショーが劇場で公演された。
- ウィキッド（2013年と2018年）
- ライオン・キング（2013年）
- ブラッド・ブラザーズ（2014年）
- ダーティ・ダンシング（2014年）
- ウォー・ホース 〜戦火の馬〜（2013年）
- ミス・サイゴン（2017年）
- レ・ミゼラブル （2018年と2019年）
- キンキーブーツ（2019年）

他にも以下のような公演が劇場で行われている。
- ロシア国立シベリア・バレエ団による「白鳥の湖」（2010年3月18日）[37]
- 神韻芸術団による中国古典舞踊「神韻」（2010年3月28日）
- TEDxDublin（2014年9月）
- 1916年の蜂起から100周年を記念したテレビ向けコンサートの「RTÉ Centenary」[38]

### 出演者
- サマンサ・ムンバ
- ザ・ビーチ・ボーイズ
- ロバート・プラント
- ジョシュ・グローバン
- トニー・ベネット
- ギャビン・ジェイムズ
- インキュバス
- レオ・セイヤー
- マルティ・ペロー
- スウェード
- デヴィッド・グレイ
- ジョシュ・リッター
- マルーン5
- ジェドワード
- トーリ・エイモス
- アレクサンドラ・バーク
- ノラ・ジョーンズ
- クラフトワーク
- ダミアン・ライス
- コナー・オーバスト
- ザ・ウォーターボーイズ
- ジャネット・ジャクソン
- ホワイ・ドント・ウィー